# A Sunny Day in Glasgow
A Sunny Day in Glasgow – amerykański zespół dream popowy, założony w 2006 roku. Grupa powstała w Filadelfii z inicjatywy gitarzysty Bena Danielsa, który pozostaje jedynym stałym członkiem. Początkowo do zespołu należał Ever Nalens, który mieszkał w Glasgow przez kilka lat i wymyślił nazwę. Do grupy należały też Robin i Lauren, siostry Bliźniaczki Daniela, które śpiewały na pierwszych wydawnictwach. A Sunny Day in Glasgow liczy obecnie 6 członków i wydał 3 albumy długogrające.

## Członkowie
- Ben Daniels – gitara, songwriting
- Josh Meakim – gitara, keyboard, wokal
- Annie Fredrickson – wokal, skrzypce, keyboard
- Jen Goma – wokal
- Ryan Newmeyer – bas
- Adam Herndon – perkusja

## Dyskografia[1]

### Albumy studyjne
- Scribble Mural Comic Journal (13 lutego 2007) (CD/LP)
- Ashes Grammar (15 września 2009) (CD/LP)
- Autumn, Again (19 października 2010) (download/LP)

### EPki
- The Sunniest Day Ever EP (March 2006)
- Tout New Age EP (10 lipca 2007)
- Nitetime Rainbows EP (2 marca 2010)
- Special EP (2012)

### Single
- Summerlong Silences (2008)
- You Can’t Hide Your Love Forever (2008)
- Searching for the Now, Volume 3 7" (Slumberland Records; 11 czerwca 2008)
- Shy (Mis Ojos Discos; 10 listopada 2009)